# Comostola minutata
Comostola minutata là một loài bướm đêm trong họ Geometridae.